# Komandor (funkcja)
Komandor w zakonach rycerskich dostojnik stojący na czele komandorii. Później znaczenie tej funkcji rozszerzono i obecnie oznacza:
- kierownika zawodów sportowych w dyscyplinach żeglarskich, wioślarskich, motorowych, rowerowych i lotniczych, który jest jednocześnie głównym sędzią
- kierownika imprezy o charakterze rekreacyjnym w dyscyplinach żeglarskich, wioślarskich, motorowych, rowerowych i lotniczych
- osobę kierującą klubem żeglarskim lub wioślarskim
- kawalera wyższej klasy orderu